# Taxshift
Een taxshift (letterlijk: belastingsverschuiving) is een verandering in de wijze waarop een overheid belasting heft. Bij het doorvoeren van een taxshift worden een of meerdere belastingen geëlimineerd of verlaagd, en andere verhoogd, terwijl de totale ontvangsten ongeveer gelijk blijven. De belastingen kunnen bijvoorbeeld verschoven worden van belastingen op arbeid naar meer Pigouviaanse belastingen, bijvoorbeeld een belasting op milieuvervuiling (een milieuheffing).
In België werd de term vaak gebezigd door de regering-Michel I, die een verschuiving van de belastingen op arbeid naar onder meer de belastingen op consumptie uitvoerde.

## Vlaanderen
Op 6 juli 2025 heeft de Vlaamse regering een akkoord bereikt over maatregelen die met een jaar vertraging tot een klimaatplan moeten leiden. De lang aangekondigde taxshift van elektriciteit naar fossiele brandstoffen komt er, al maakt Vlaanderen zich sterk dat wie op gas stookt daar niets van zal voelen.